# Liste des trains à grande vitesse
La liste qui suit est une liste de trains à grande vitesse limitée aux rames roulantes conventionnelles qui ont été, sont ou seront en service commercial sous peu. 
Un train à grande vitesse est destiné à des opérations régulières de transport de passagers à des vitesses de plus de 200 km/h avec un haut niveau de service comprenant généralement des éléments à alimentation multiples. Les trains conventionnels comme les trains français Corail ou les allemands IC dont la vitesse peut atteindre, voire dépasser 200 km/h dans des conditions particulières exceptionnelles ou uniquement sur certains petits tronçons ne sont pas cités. Les rames prototypes d'études ne sont pas prises en compte également.
La "vitesse de fonctionnement" est la vitesse maximale atteinte par le train régulièrement dans les opérations commerciales. La "vitesse de conception" est la vitesse maximale théorique du projet d'origine.
| Nom                           | Opérateurs                                                                    | Famille                                     | Constructeur                                                     | Pays de fabrication       | Vitesse commerciale (km/h) | Vitesse conception (km/h) | Records (km/h) | Date mise en service            | Quantité acquise                                              | Image |
| ----------------------------- | ----------------------------------------------------------------------------- | ------------------------------------------- | ---------------------------------------------------------------- | ------------------------- | -------------------------- | ------------------------- | -------------- | ------------------------------- | ------------------------------------------------------------- | ----- |
| RABe 501 ou EC 250 « Giruno » | SBB-CFF-FFS                                                                   | Stadler Smile                               | Stadler Rail                                                     | Suisse                    | 250                        | 250                       |                | 2019                            | 29                                                            |       |
| Acela Express pendulaire      | Amtrak                                                                        | ligne inspirée du TGV                       | Bombardier Alstom                                                | États-Unis France         | 240                        | 266                       |                | 2000                            | 20                                                            |       |
| Afrosiyob                     | Uzbekistan Railways                                                           | Talgo 250                                   | Talgo Ingeteam                                                   | Espagne                   | 250                        | 250                       | 255            | 2011                            | 2                                                             |       |
| Alfa Pendular                 | CP                                                                            | Pendolino ETR 480                           | Fiat Ferroviaria Siemens Sorefame                                | Italie Allemagne Portugal | 220                        | 250                       | 236,64         | 1999                            | 10                                                            |       |
| AVE 105                       | Renfe                                                                         | CAF Oaris                                   | CAF Mitsubishi                                                   | Espagne Japon             | 320                        | 350                       |                | 2011                            | 1                                                             |       |
| Class BM78                    | Flytoget                                                                      | CAF Oaris                                   | CAF Mitsubishi                                                   | Espagne Japon             | 210                        | 245                       |                | 2020                            | ?                                                             |       |
| AVE 120                       | Renfe                                                                         |                                             | CAF Alstom                                                       | Espagne France            | 250                        | 250                       |                | 2004                            | 27                                                            |       |
| AVE 130                       | Renfe                                                                         | Talgo 250                                   | Talgo Bombardier                                                 | Espagne Canada            | 250                        | 250                       |                | 2007                            | 30                                                            |       |
| AVE 730                       | Renfe                                                                         | Talgo 250                                   | Talgo Bombardier                                                 | Espagne Canada            | 250                        | 250                       |                | 2012                            | 15                                                            |       |
| AVE 104                       | Renfe                                                                         | Pendolino ETR 480                           | Alstom (ex Fiat Ferroviaria) CAF                                 | Espagne                   | 250                        | 250                       |                | 2003                            | 20                                                            |       |
| AVE 114                       | Renfe                                                                         | Pendolino ETR 600                           | Alstom (ex Fiat Ferroviaria) CAF                                 | Italie Espagne            | 250                        | 250                       |                | 2009                            | 13                                                            |       |
| AVE 100                       | Renfe                                                                         | Inspiré du TGV Atlantique                   | Alstom CAF                                                       | Espagne                   | 300                        | 300                       | 330            | 1992                            | 18                                                            |       |
| AVE 101                       | Renfe                                                                         | Inspiré du TGV Atlantique                   | Alstom CAF                                                       | Espagne                   | 220                        | 300                       |                | 1994                            | 6                                                             |       |
| AVE 102                       | Renfe                                                                         | Talgo 350                                   | Talgo Bombardier (ex ADtranz)                                    | Espagne Allemagne         | 300                        | 330                       | 365            | 2005                            | 16                                                            |       |
| AVE 103                       | Renfe                                                                         | Siemens Velaro évolution ICE 3              | Siemens                                                          | Allemagne                 | 310                        | 350                       | 403,7          | 2007 (3 ans de retard)          | 16                                                            |       |
| Talgo AVRIL                   | Renfe                                                                         | Avril                                       | Talgo                                                            | Espagne                   |                            | 380                       |                | 2012                            | 1                                                             |       |
| BR 43 (InterCity 125)         | CrossCountry East Coast East Midland Trains First Great Western Grand Central | HST                                         | BR                                                               | Royaume-Uni               | 200                        | 200                       | 238            | 1976                            | 197                                                           |       |
| BR 91 (InterCity 225)         | East Coast                                                                    | APT                                         | BR GEC-Alsthom                                                   | Royaume-Uni               | 200                        | 225                       | 262            | 1988                            | 31                                                            |       |
| BR 180                        | First Great Western First Hull Trains Grand Central                           | Coradia                                     | Alstom                                                           | Royaume-Uni               | 200                        | 200                       |                | 2002                            | 14                                                            |       |
| BR 220                        | CrossCountry                                                                  | Voyager                                     | Bombardier                                                       | Belgique                  | 200                        | 200                       |                | 2001                            | 34                                                            |       |
| BR 221                        | CrossContry Virgin Trains                                                     | Voyager                                     | Bombardier                                                       | Belgique                  | 200 km/h                   | 200 km/h                  |                | 2002                            | 44                                                            |       |
| BR 222                        | East Midland Trains                                                           | Voyager                                     | Bombardier                                                       | Belgique                  | 200                        | 200                       |                | 2004                            | 27                                                            |       |
| BR 390 Pendolino              | Virgin Trains                                                                 | Pendolino                                   | Fiat Ferroviaria Alstom                                          | Italie Royaume-Uni        | 200                        | 225                       | 233            | 2002 - 2010                     | 53 + 4                                                        |       |
| BR 395                        | Southeastern                                                                  | Shinkansen                                  | Hitachi                                                          | Japon                     | 225                        | 225                       | 252            | 2009                            | 29                                                            |       |
| BR Claas 800                  | GWR LNER                                                                      | Hitachi AT300                               | Hitachi                                                          |                           | 230                        | 230                       |                | 2017                            | 80                                                            |       |
| CRH1A & CRH1B                 | CR                                                                            | Regina                                      | Bombardier Sifang                                                | Canada                    | 250                        | 250                       | 278            | 2007                            | 206                                                           |       |
| CRH1E                         | CR                                                                            | Zefiro                                      | Bombardier Sifang                                                | Canada Chine              | 250                        | 250                       |                | 2009                            | 20                                                            |       |
| CRH2                          | CR                                                                            | Shinkansen                                  | Kawasaki Sifang                                                  | Japon                     | 250                        | 250                       |                | 2007                            | CRH2A = 60 CRH2B = 20 CRH2C = 10 CRH2E = 20                   |       |
| CRH3                          | CR                                                                            | Velaro                                      | Siemens Tangshan Changchun                                       | Chine                     | 300                        | 350                       | 394            | 2008                            | 80                                                            |       |
| CRH5                          | CR                                                                            | Pendolino ETR 600                           | Alstom Changchun                                                 | Italie Chine              | 250                        | 250                       | 280            | 2007                            | 140                                                           |       |
| CRH380A & AL                  | China Railway Corporation                                                     | dérivé du Shinkansen                        | Sifang                                                           | Chine                     | 300                        | 380                       | 486            | 2010                            | 149                                                           |       |
| CRH380B, BL & CL              | China Railway Corporation                                                     | Velaro                                      | Siemens Tangshan Changchun                                       | Allemagne Chine           | 300                        | 380                       | 487,3          | 2011                            | 180                                                           |       |
| CRH380D & DL                  | China Railway Corporation                                                     | Zefiro                                      | Bombardier Sifang                                                | Chine                     | 300                        | 380                       | 483            | 2012                            | 120                                                           |       |
| ED 250                        | PKP                                                                           | Pendolino ETR 600                           | Alstom (ex Fiat Ferroviaria                                      | Italie                    | 250                        | 250                       | 293            | 2013                            | 20                                                            |       |
| ETR 450                       | Trenitalia                                                                    | Pendolino                                   | Fiat Ferroviaria Ercole Marelli                                  | Italie                    | 250                        | 250                       | 255            | 1988 - 2015 (retire du service) | 15                                                            |       |
| ETR 460                       | Trenitalia                                                                    | Pendolino                                   | Fiat Ferroviaria                                                 | Italie                    | 250                        | 250                       |                | 1994                            | 10 (9 en service)                                             |       |
| Cisalpino ETR 470             | Trenitalia SBB-CFF-FFS                                                        | Pendolino                                   | Fiat Ferroviaria                                                 | Italie                    | 200                        | 200                       |                | 1997                            | Trenitalia 5 (en service); SBB-CFF-FFS 4 (retires du service) |       |
| ETR 480/485                   | Trenitalia                                                                    | Pendolino                                   | Fiat Ferroviaria                                                 | Italie                    | 250                        | 250                       | 283            | 1997                            | 15                                                            |       |
| ETR 500                       | Trenitalia                                                                    | ETR 500                                     | Groupement TREVI AnsaldoBreda Fiat Ferroviaria Firema            | Italie                    | 300                        | 300                       | 362            | 2000                            | 60 (59 en service)                                            |       |
| ETR 575                       | NTV .Italo                                                                    | AGV                                         | Alstom Alstom Italia (ex Fiat Ferroviaria)                       | France Italie             | 300                        | 360                       |                | 2012                            | 25                                                            |       |
| ETR 600                       | Trenitalia                                                                    | Pendolino                                   | Alstom (ex Fiat Ferroviaria)                                     | Italie                    | 250                        | 250                       |                | 2008                            | 12                                                            |       |
| ETR 610                       | Trenitalia SBB-CFF-FFS DB                                                     | Pendolino                                   | Alstom (ex Fiat Ferroviaria)                                     | Italie                    | 250                        | 280                       | 293            | 2008                            | SBB-CFF-FFS 19; Trenitalia 7                                  |       |
| ETR 700 (précédemment V250)   | Trenitalia (précédemment NS SNCB/NMBS)                                        |                                             | AnsaldoBreda                                                     | Italie                    | 250                        | 250                       |                | 2012 - 2013 ; 2019              | 19                                                            |       |
| ETR 1000                      | Trenitalia                                                                    |                                             | AnsaldoBreda Bombardier Italia                                   | Italie                    | 300                        | 360                       | 393,8          | 2015                            | 50                                                            |       |
| Eurostar BR 373               | Eurostar Ltd                                                                  | TGV TMST                                    | Alstom                                                           | France                    | 300                        | 300                       | 334,7          | 1993                            | 38                                                            |       |
| Eurostar e320                 | Eurostar Ltd                                                                  | Velaro                                      | Siemens                                                          | Allemagne                 | 320                        | 320                       |                | 2015 (avec 1 an de retard)      | 17                                                            |       |
| IC4                           | DSB                                                                           | V250                                        | AnsaldoBreda                                                     | Italie                    | 200                        | 200                       |                | 2007                            | 82                                                            |       |
| ICE 1                         | DB                                                                            | ICE                                         | Siemens, Groupe ABB, AEG, Krauss-Maffei, Krupp, Thyssen-Henschel | Allemagne                 | 280                        | 280                       | 310            | 1991                            | 60                                                            |       |
| ICE 2                         | DB                                                                            | ICE                                         | Siemens Adtranz                                                  | Allemagne                 | 280                        | 280                       | 316            | 1996                            | 46                                                            |       |
| ICE 3-403                     | DB                                                                            | Velaro                                      | Siemens Bombardier                                               | Allemagne                 | 300                        | 330                       | 368            | 2000                            | 50                                                            |       |
| ICE 3-406                     | DB NS                                                                         | Velaro                                      | Siemens Bombardier                                               | Allemagne                 | 320                        | 330                       |                | 2000                            | 17                                                            |       |
| ICE 3-407                     | DB                                                                            | Velaro                                      | Siemens                                                          | Allemagne                 | 320                        | 320                       |                | 2011                            | 17                                                            |       |
| ICE 4                         | DB                                                                            | Velaro                                      | Siemens                                                          |                           | 250                        |                           | 265            | 2017                            | 137                                                           |       |
| ICE-T                         | DB ÖBB                                                                        | Venturio Pendolino                          | Siemens Duewag Fiat Ferroviaria                                  | Allemagne Italie          | 230                        | 230                       | 255            | 1999                            | 71                                                            |       |
| ICE TD                        | DB DSB                                                                        | Venturio-Pendolino                          | Siemens Duewag Fiat Ferroviaria                                  | Allemagne Italie          | 200                        | 200                       | 222            | 2001                            | 20                                                            |       |
| KTX-I                         | Korail                                                                        | dérivé TGV                                  | Hyundai Rotem Alstom                                             | France Corée du Sud       | 305                        | 330                       |                | 2004                            | 46 (12 en France) (34 en Corée)                               |       |
| KTX-Sancheon                  | Korail                                                                        |                                             | Hyundai Rotem                                                    | Corée du Sud              | 305                        | 330                       |                | 2010                            | 24                                                            |       |
| HEMU 430X                     | Korail                                                                        |                                             | Hyundai Rotem                                                    | Corée du Sud              | 400                        | 430                       | 421,4          | 2015                            | 1                                                             |       |
| GMB 71                        | Flytoget                                                                      | X 2000                                      | Adtranz Strømmens                                                | Norvège                   | 210                        | 210                       |                | 1998                            | 16                                                            |       |
| NSB 73                        | NSB                                                                           | X 2000                                      | Adtranz Strømmens                                                | Norvège                   | 210                        | 210                       |                | 1997                            | 22                                                            |       |
| RABDe 500 1re série           | SBB-CFF-FFS                                                                   | RABDe 500                                   | Adtranz - Fiat Ferroviaria - SIG                                 | Suisse                    | 200                        | 200                       |                | 1999                            | 24                                                            |       |
| RABDe 500 2e série            | SBB-CFF-FFS                                                                   | RABDe 500                                   | Alstom (ex Fiat Ferroviaria) Bombardier                          | Suisse                    | 200                        | 200                       |                | 2005                            | 20                                                            |       |
| Railjet                       | ÖBB ČD                                                                        | Taurus                                      | Siemens                                                          | Allemagne Slovénie        | 230                        | 230                       | 275            | 2008                            | 51                                                            |       |
| Sapsan                        | RJD                                                                           | Velaro dérivé de l'ICE 3                    | Siemens                                                          | Allemagne                 | 250                        | 350                       | 281            | 2009                            | 16                                                            |       |
| Shinkansen série 500          | JR West                                                                       | Shinkansen                                  | Hitachi Kawasaki Kinki Sharyo Nippon Sharyo                      | Japon                     | 300                        | 320                       |                | 1997                            | 9                                                             |       |
| Shinkansen série 700          | JR Central JR West                                                            | Shinkansen                                  | Hitachi Kawasaki Kinki Sharyo Nippon Sharyo                      | Japon                     | 285                        | 285                       |                | 1999                            | 91                                                            |       |
| Shinkansen série N700         | JR Central JR Kyushu JR West                                                  | Shinkansen                                  | Hitachi Kawasaki Kinki Sharyo Nippon Sharyo                      | Japon                     | 300                        | 330                       | 332            | 2007                            | 141                                                           |       |
| Shinkansen série 800          | JR Kyushu                                                                     | Shinkansen                                  | Hitachi                                                          | Japon                     | 260                        | 285                       |                | 2004                            | 9                                                             |       |
| Shinkansen série E2           | JR East                                                                       | Shinkansen                                  | Hitachi Kawasaki Nippon Sharyo Tokyu Car                         | Japon                     | 275                        | 275                       | 326            | 1997                            | 53                                                            |       |
| Shinkansen série E3           | JR East                                                                       | Shinkansen                                  | Kawasaki Tokyu Car                                               | Japon                     | 275                        | 275                       |                | 1997                            | 41                                                            |       |
| Shinkansen série E5           | JR East                                                                       | Shinkansen                                  | Hitachi Kawasaki                                                 | Japon                     | 320                        | 320                       |                | 2011                            | 28                                                            |       |
| Shinkansen série H5           | JR Hokkaido                                                                   | Shinkansen                                  | Hitachi Kawasaki                                                 | Japon                     | 320                        | 320                       |                | 2016                            | 4                                                             |       |
| Shinkansen série E6           | JR East                                                                       | Shinkansen                                  | Hitachi Kawasaki                                                 | Japon                     | 320                        | 320                       |                | 2013                            | 23                                                            |       |
| Shinkansen série E7           | JR East                                                                       | Shinkansen                                  | Hitachi Kawasaki J-TREC                                          | Japon                     | 260                        | 275                       |                | 2014                            | 27                                                            |       |
| Shinkansen série W7           | JR West                                                                       | Shinkansen                                  | Hitachi Kawasaki Kinki Sharyo                                    | Japon                     | 260                        | 275                       |                | 2015                            | 10                                                            |       |
| Pendolino Sm3                 | VR                                                                            | Pendolino ETR 460                           | Fiat Ferroviaria Rautaruukki Transtech                           | Italie                    | 220                        | 220                       | 242            | 1995                            | 18                                                            |       |
| Pendolino Sm6                 | - Karelian Trains                                                             | Pendolino caisses ETR 460 technique ETR 600 | Alstom (ex Fiat Ferroviaria                                      | Italie                    | 220                        | 250                       |                | 2010                            | 4                                                             |       |
| HYT 65000                     | TCDD                                                                          | Renfe série 120                             | CAF                                                              | Espagne                   | 250                        | 250                       |                | 2009                            | 12                                                            |       |
| TGV Atlantique                | SNCF                                                                          | TGV                                         | GEC-Alsthom                                                      | France                    | 300                        | 300                       | 515,3          | 1989                            | 105                                                           |       |
| TGV Réseau                    | SNCF                                                                          | TGV                                         | Alstom                                                           | France                    | 320                        | 320                       |                | 1993                            | 60                                                            |       |
| TGV Duplex                    | SNCF                                                                          | TGV                                         | Alstom                                                           | France                    | 320                        | 320                       |                | 1995                            | 157                                                           |       |
| TGV Lyria 2 serie             | - Lyria                                                                       | TGV                                         | Alstom                                                           | France                    | 270                        | 320                       |                | 2006                            | 19                                                            |       |
| TGV Thalys PBA                | Thalys                                                                        | TGV                                         | Alstom                                                           | France                    | 320                        | 320                       |                | 1996                            | 10                                                            |       |
| TGV Thalys PBKA               | Thalys                                                                        | TGV                                         | Alstom                                                           | France                    | 300                        | 320                       |                | 1997                            | 17                                                            |       |
| THSR 700T                     | THSR                                                                          | base : Shinkansen série 700                 | Hitachi Kawasaki Nippon Sharyo                                   | Japon                     | 300                        | 300                       |                | 2007                            | 30                                                            |       |
| X2                            | SJ                                                                            | SJ 2000                                     | Kalmar Adtranz Groupe ABB                                        | Suède                     | 200                        | 210                       | 276            | 1989                            | 44                                                            |       |
| X3                            | Arlanda Express                                                               | Coradia                                     | Alstom                                                           | France                    | 205                        | 205                       |                | 1998                            | 7                                                             |       |
| X40                           | SJ                                                                            | Coradia                                     | Alstom                                                           | France                    | 200                        | 200                       |                | 2006                            | 43                                                            |       |
| X50 - 55                      | SJ Tågkompaniet Västtrafik Veolia Transport Upplands Lokaltrafik              | Regina                                      | Bombardier                                                       | Canada                    | 200                        | 200                       | 303            | 2000                            | 70                                                            |       |

| Nom                                    | Opérateur(s)           | Famille      | Constructeur(s)                                       | Pays de fabrication | Vitesse commerciale (km/h) | Vitesse conception (km/h) | Records (km/h) | Service                 | Quantité acquise                                                                                     | Image |
| -------------------------------------- | ---------------------- | ------------ | ----------------------------------------------------- | ------------------- | -------------------------- | ------------------------- | -------------- | ----------------------- | --- | ----- |
| BR 370                                 | BR InterCity           | APT          | British Rail                                          | Royaume-Uni         | 200                        | 250                       | 261            | 1980 - 1986             | 3 |       |
| ER 200                                 | RJD                    |              | RVR                                                   | Lettonie            | 200                        | 200                       | 220            | 1984 - 2009             | 3 |       |
| ETR.200                                | Trenitalia             | ETR 200      | Breda C.F.                                            | Italie              | 160                        | 200                       | 203            | 1936 - 1959             | 18                                                                                                   |       |
| ETR.220P/240                           | Trenitalia             | ETR.220P/240 | Breda C.F.                                            | Italie              | 180                        | 220                       | 225            | (1937) Ref. 1960 - 1991 | 14                                                                                                   |       |
| ETR.250 Arlecchino                     | Trenitalia             | ETR 250      | Breda C.F.                                            | Italie              | 200                        | 240                       |                | 1952 - 1984             | 4 |       |
| ETR.300 Settebello                     | Trenitalia             | ETR 300      | Breda C.F.                                            | Italie              | 200                        | 240                       |                | 1952 - 1984             | 3 |       |
| ETR 401                                | Trenitalia             | Pendolino    | Fiat Ferroviaria Ansaldo                              | Italie              | 250                        | 250                       | 255            | 1976 - 2000             | 1 |       |
| ETR 460                                | Trenitalia SNCF        | Pendolino    | Fiat Ferroviaria                                      | Italie              | 250                        | 250                       |                | 1994 - 2001             | 4 sur la ligne Milan-Lyon (dont 1 prélevée pour des essais pendant 1 an sur la ligne Paris-Toulouse) |       |
| ETR 500 1re série motrices monotension | Trenitalia             | ETR 500      | AnsaldoBreda Fiat Ferroviaria Tecnomasio Firema       | Italie              | 250                        | 300                       | 321            | 1992 - 2007             | 30 rames                                                                                             |       |
| Shinkansen série 0                     | JNR JR Central JR West | Shinkansen   | Hitachi Kawasaki Kinki Sharyo Nippon Sharyo Kisha     | Japon               | 220                        | 220                       |                | 1964 - 2008             | 268 (rames de 12 voitures)                                                                           |       |
| Shinkansen série 100                   | JNR JR Central JR West | Shinkansen   | Hitachi Kawasaki Kinki Sharyo Nippon Sharyo Tokyu Car | Japon               | 230                        | 230                       |                | 1985 - 2012             | 66                                                                                                   |       |
| Shinkansen série 200                   | JNR JR East            | Shinkansen   | Hitachi Kawasaki Kinki Sharyo Nippon Sharyo Tokyu Car | Japon               | 240                        | 275                       |                | 1982 - 2013             | 66                                                                                                   |       |
| Shinkansen série 300                   | JR Central JR West     | Shinkansen   | Hitachi Kawasaki Kinki Sharyo Nippon Sharyo           | Japon               | 270                        | 270                       | 325,7          | 1992 - 2012             | 69                                                                                                   |       |
| Shinkansen série 400                   | JR East                | Shinkansen   | Hitachi Kawasaki Tokyu Car                            | Japon               | 240                        | 240                       | 345            | 1992 - 2010             | 12                                                                                                   |       |
| Shinkansen série E1                    | JR East                | Shinkansen   | Hitachi Kawasaki                                      | Japon               | 240                        | 240                       |                | 1994 - 2012             | 6 |       |
| Shinkansen série E4                    | JR East                | Shinkansen   | Hitachi Kawasaki                                      | Japon               | 240                        | 240                       |                | 1997 - 2021             | 26                                                                                                   |       |
| TGV Lyria 1re série                    | - Lyria                | TGV          | GEC-Alsthom                                           | France              | 270                        | 300                       |                | 1981/85 - 2012/13       | 9 |       |
| TGV Sud-Est 1-2 série                  | SNCF                   | TGV          | GEC-Alsthom - Francorail                              | France              | 270                        | 300                       |                | 1980/85 - 2012/13       | 108                                                                                                  |       |